# Powiat oszmiański (I Rzeczpospolita)

powiat oszmiański na tle Wielkiego Księstwa Litewskiego

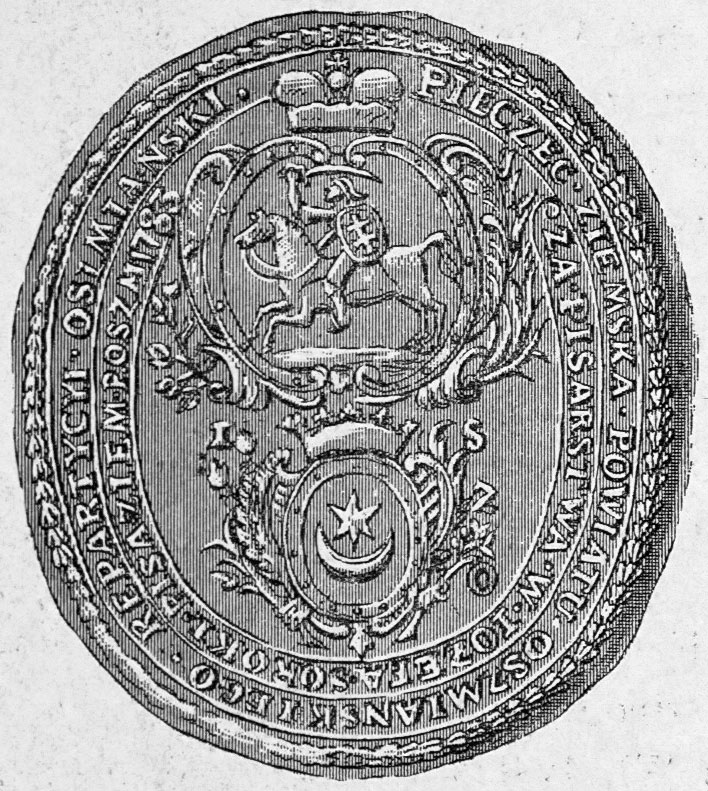
pieczęć powiatu oszmiańskiego z 1783 roku

Powiat oszmiański – jednostka podziału administracyjno-terytorialnego województwa wileńskiego Wielkiego Księstwa Litewskiego, utworzony w ramach reformy lat 1565–1566, istniał do 1795 roku.
Dzielił się na 2 części: oszmiańską i zawilejską. Sądy ziemskie i grodzkie odbywały się w Oszmianie i Miadziole, od 1775 roku w Oszmianie i Postawach. W czasie reformy 1791 roku podzielony na powiat oszmiański (z centrum w Oszmianie) i powiat zawilejski (z centrum w Postawach). 